# Ти разкажи, Черно море
Ти разкажи, Черно море (на турски: Sen Anlat Karadeniz) e турски драматичен сериал, излъчен премиерно в 3 сезона през 2018 – 2019 г. Сериалът е най-гледаният в Турция през периода 2012 – 2022 година, като 4 негови епизода са сред 10-те най-гледани телевизионни програми в страната през десетилетието, като епизод 5 е втората най-гледана програма, а останалите 6 са футболни мачове, от които само един не е с чуждестранни футболни отбори.

## Излъчване
| Сезон | Сезон | Епизоди | Начало на сезона  | Край на сезона  | Всички епизоди | ТВ сезон    | ТВ канал |
| ----- | ----- | ------- | ----------------- | --------------- | -------------- | ----------- | -------- |
|       | 1     | 21      | 24 януари 2018    | 13 юни 2018     | 1 – 21         | 2018        | ATV      |
|       | 2     | 32      | 19 септември 2018 | 29 май 2019     | 22 – 53        | 2018 – 2019 | ATV      |
|       | 3     | 11      | 4 септември 2019  | 13 ноември 2019 | 54 – 64        | 2019        | ATV      |

## Актьорски състав
- Улаш Туна Астепе – Тахир Калели/Дели Тахир
- Ирем Хелваджъоглу – Нефес Калели
- Мехмет Али Нуроолу – Ведат Саяр
- Синан Тузджу – Мустафа Калели
- Гьозде Кансу – Ейшан Саяр
- Ойкю Гюрман – Асийе Калели
- Джем Кенар – Мурат Калели
- Фуркан Аксой – Фатих Калели
- Саит Генай – Осман Хопалъ/Осман Ходжа
- Ердал Джиндорук – Фикрет Деличай
- Нуршим Демир – Санийе Калели
- Хилми Йозчелик – Джемил Дагдевирен
- Налан Куручим – Тюркян Дагдевирен
- Белфу Бениан – Мерджан Дагдевирен
- Демир Биринджи – Ийт Калели
- Дила Акташ – Балъм Калели
- Дуйгу Юстюнбаш – Есма Хопалъ
- Джан Верел – Волкан
- Темуз Гюркан Караджа – Али
- Дилек Денизделен – Наджийе
- Али Ерсан Дуру – Ферхат
- Илайда Чевик – Берак
- Чаала Йозавджъ – Назар Дагдевирен
- Сенем Гьонтюрк – Нуран
- Шендоган Ойксюз – Джемал Рейс
- Емре Йон – Идрис
- Мехмет Чепич – Митхат Бозок
- Емине Тюркйълмаз – Джейлян
- Фарук Аджар – Неджип Йълмаз
- Уур Чавошоглу - Генджо Тамар
- Гюлпер Йоздемир- Хазан
- Айтен Сойкок - Нилюфер

## Критики
Сериалът е критикуван от организации за защита на правата на жените заради многобройните сцени на домашно насилие. В проучване, проведено през юни 2019 година от депутат на Републиканската народна партия, е отбелязано, че в епизод на сериала има 20 минути физическо и 41 минути психическо насилие над жени; заради тези критики излъчването на сериала спира през ноември същата година.

## В България
Сериалът стартира в България на 27 март 2023 г. по Диема Фемили и завършва на 19 декември. На 7 август започва повторно излъчване по Нова телевизия. На 16 август 2024 г. започва повторно излъчване по Диема Фемили. Ролите се озвучават от Даниела Йорданова, Елисавета Господинова, Йорданка Илова, Силви Стоицов, Здравко Методиев и Васил Бинев.
| Сезон | Сезон | Епизоди | Начало на сезона  | Край на сезона      | Всички епизоди | ТВ сезон | ТВ канал     |
| ----- | ----- | ------- | ----------------- | ------------------- | -------------- | -------- | ------------ |
|       | 1     | 69      | 27 март 2023 г.   | 8 юни 2023 г.       | 1 – 69         | 2023 г.  | Диема Фемили |
|       | 2     | 104     | 9 юни 2023 г.     | 1 ноември 2023 г.   | 70 – 173       | 2023 г.  | Диема Фемили |
|       | 3     | 34      | 2 ноември 2023 г. | 19 декември 2023 г. | 174 – 207      | 2023 г.  | Диема Фемили |